# Tour de Burgos 2025
Le Tour de Burgos 2025 est la 47e édition de cette course cycliste sur route masculine, disputée dans la province de Burgos en Castille-et-León (Espagne). Il a lieu du 5 au 9 août 2025 et fait partie de l'UCI ProSeries 2025 en catégorie 2.Pro.

## Équipes
| WorldTeams (10)- Bahrain-Victorious - Decathlon AG2R La Mondiale Team - EF Education-EasyPost - Ineos Grenadiers - Lidl-Trek - Movistar Team - Red Bull-BORA-hansgrohe - Soudal Quick-Step - UAE Team Emirates XRG - XDS Astana Team ProTeams (8)- Burgos-Burpellet-BH - Caja Rural-Seguros RGA - Equipo Kern Pharma - Euskaltel-Euskadi - Q36.5 Pro Cycling Team - Team Polti VisitMalta - Tudor Pro Cycling Team - Uno-X Mobility Équipe continentale- Illes Balears Arabay |
| |

## Étapes[1]
| Étape     | Date   | Villes étapes                         | type                      | Distance (km) | Dénivelé (m) | Vainqueur d'étape | Leader du classement général |
| --------- | ------ | ------------------------------------- | ------------------------- | ------------- | ------------ | ----------------- | ---------------------------- |
| 1re étape | 5 août | Sasamón – Burgos                      | étape vallonnée           | 204,7         | 2 484 m      | Roger Adrià       | Roger Adrià                  |
| 2e étape  | 6 août | Cilleruelo de Abajo – Buniel          | étape de plaine           | 161,6         | 1 328 m      | Matteo Moschetti  | Roger Adrià                  |
| 3e étape  | 7 août | Cardeña – Valpuesta                   | étape de moyenne montagne | 184,1         | 2 624 m      | Léo Bisiaux       | Léo Bisiaux                  |
| 4e étape  | 8 août | Doña Santos – Regumiel de la Sierra   | étape vallonnée           | 162,7         | 2 342 m      | Damiano Caruso    | Léo Bisiaux                  |
| 5e étape  | 9 août | Quintana del Pidio – Lagunas de Neila | étape de montagne         | 138,3         | 2 711 m      |                   |                              |

## Déroulement de la course

### 1reétape
| \| Classement de l'étape \| Classement de l'étape \| Classement de l'étape \| Classement de l'étape \| Classement de l'étape \| \| Coureur \| Coureur \| Pays \| Équipe \| Temps \| \| --------------------- \| --------------------- \| --------------------- \| -------------------------- \| --------------------- \| \| 1er \| Roger Adrià \| Espagne \| Red Bull-Bora-Hansgrohe \| 4 h 49 min 46 s \| \| 2e \| Jordan Labrosse \| France \| Decathlon-AG2R La Mondiale \| + 0 s \| \| 3e \| Afonso Eulálio \| Portugal \| Bahrain Victorious \| + 4 s \| \| 4e \| Léo Bisiaux \| France \| Decathlon-AG2R La Mondiale \| + 4 s \| \| 5e \| Damiano Caruso \| Italie \| Bahrain Victorious \| + 4 s \| \| 6e \| Fabio Christen \| Suisse \| Q36.5 Pro Cycling Team \| + 7 s \| \| 7e \| Lucas Eriksson \| Suède \| Tudor Pro Cycling Team \| + 7 s \| \| 8e \| Egan Bernal \| Colombie \| Ineos Grenadiers \| + 7 s \| \| 9e \| Archie Ryan \| Irlande \| EF Education-EasyPost \| + 7 s \| \| 10e \| Brandon Rivera \| Colombie \| Ineos Grenadiers \| + 11 s \| |                 |          |                            |                 |
| |                 |          |                            |                 |
| |                 |          |                            |                 |
| Classement de l'étape |                 |          |                            |                 |
| Coureur | Coureur         | Pays     | Équipe                     | Temps           |
| 1er | Roger Adrià     | Espagne  | Red Bull-Bora-Hansgrohe    | 4 h 49 min 46 s |
| 2e | Jordan Labrosse | France   | Decathlon-AG2R La Mondiale | + 0 s           |
| 3e | Afonso Eulálio  | Portugal | Bahrain Victorious         | + 4 s           |
| 4e | Léo Bisiaux     | France   | Decathlon-AG2R La Mondiale | + 4 s           |
| 5e | Damiano Caruso  | Italie   | Bahrain Victorious         | + 4 s           |
| 6e | Fabio Christen  | Suisse   | Q36.5 Pro Cycling Team     | + 7 s           |
| 7e | Lucas Eriksson  | Suède    | Tudor Pro Cycling Team     | + 7 s           |
| 8e | Egan Bernal     | Colombie | Ineos Grenadiers           | + 7 s           |
| 9e | Archie Ryan     | Irlande  | EF Education-EasyPost      | + 7 s           |
| 10e | Brandon Rivera  | Colombie | Ineos Grenadiers           | + 11 s          |

| \| Classement général \| Classement général \| Classement général \| Classement général \| Classement général \| \| Coureur \| Coureur \| Pays \| Équipe \| Temps \| \| ------------------ \| ------------------ \| ------------------ \| -------------------------- \| ------------------ \| \| 1er \| Roger Adrià \| Espagne \| Red Bull-Bora-Hansgrohe \| 4 h 49 min 36 s \| \| 2e \| Jordan Labrosse \| France \| Decathlon-AG2R La Mondiale \| + 4 s \| \| 3e \| Afonso Eulálio \| Portugal \| Bahrain Victorious \| + 10 s \| \| 4e \| Léo Bisiaux \| France \| Decathlon-AG2R La Mondiale \| + 14 s \| \| 5e \| Damiano Caruso \| Italie \| Bahrain Victorious \| + 14 s \| \| 6e \| Fabio Christen \| Suisse \| Q36.5 Pro Cycling Team \| + 17 s \| \| 7e \| Lucas Eriksson \| Suède \| Tudor Pro Cycling Team \| + 17 s \| \| 8e \| Egan Bernal \| Colombie \| Ineos Grenadiers \| + 17 s \| \| 9e \| Archie Ryan \| Irlande \| EF Education-EasyPost \| + 17 s \| \| 10e \| Javier Romo \| Espagne \| Movistar Team \| + 20 s \| |                 |          |                            |                 |
| |                 |          |                            |                 |
| |                 |          |                            |                 |
| Classement général |                 |          |                            |                 |
| Coureur | Coureur         | Pays     | Équipe                     | Temps           |
| 1er | Roger Adrià     | Espagne  | Red Bull-Bora-Hansgrohe    | 4 h 49 min 36 s |
| 2e | Jordan Labrosse | France   | Decathlon-AG2R La Mondiale | + 4 s           |
| 3e | Afonso Eulálio  | Portugal | Bahrain Victorious         | + 10 s          |
| 4e | Léo Bisiaux     | France   | Decathlon-AG2R La Mondiale | + 14 s          |
| 5e | Damiano Caruso  | Italie   | Bahrain Victorious         | + 14 s          |
| 6e | Fabio Christen  | Suisse   | Q36.5 Pro Cycling Team     | + 17 s          |
| 7e | Lucas Eriksson  | Suède    | Tudor Pro Cycling Team     | + 17 s          |
| 8e | Egan Bernal     | Colombie | Ineos Grenadiers           | + 17 s          |
| 9e | Archie Ryan     | Irlande  | EF Education-EasyPost      | + 17 s          |
| 10e | Javier Romo     | Espagne  | Movistar Team              | + 20 s          |

### 2eétape
| \| Classement de l'étape \| Classement de l'étape \| Classement de l'étape \| Classement de l'étape \| Classement de l'étape \| \| Coureur \| Coureur \| Pays \| Équipe \| Temps \| \| --------------------- \| --------------------- \| --------------------- \| -------------------------- \| --------------------- \| \| 1er \| Matteo Moschetti \| Italie \| Q36.5 Pro Cycling Team \| 3 h 37 min 05 s \| \| 2e \| Matteo Malucelli \| Italie \| XDS Astana Team \| + 0 s \| \| 3e \| Sebastián Molano \| Colombie \| UAE Team Emirates XRG \| + 0 s \| \| 4e \| Erlend Blikra \| Norvège \| Uno-X Mobility \| + 0 s \| \| 5e \| Pierre Gautherat \| France \| Decathlon-AG2R La Mondiale \| + 0 s \| \| 6e \| Giovanni Lonardi \| Italie \| Team Polti VisitMalta \| + 0 s \| \| 7e \| Luke Lamperti \| États-Unis \| Soudal Quick-Step \| + 0 s \| \| 8e \| Marc Brustenga \| Espagne \| Equipo Kern Pharma \| + 0 s \| \| 9e \| Gianluca Pollefliet \| Belgique \| Decathlon-AG2R La Mondiale \| + 0 s \| \| 10e \| Héctor Álvarez \| Espagne \| Lidl-Trek \| + 0 s \| |                     |            |                            |                 |
| |                     |            |                            |                 |
| |                     |            |                            |                 |
| Classement de l'étape |                     |            |                            |                 |
| Coureur | Coureur             | Pays       | Équipe                     | Temps           |
| 1er | Matteo Moschetti    | Italie     | Q36.5 Pro Cycling Team     | 3 h 37 min 05 s |
| 2e | Matteo Malucelli    | Italie     | XDS Astana Team            | + 0 s           |
| 3e | Sebastián Molano    | Colombie   | UAE Team Emirates XRG      | + 0 s           |
| 4e | Erlend Blikra       | Norvège    | Uno-X Mobility             | + 0 s           |
| 5e | Pierre Gautherat    | France     | Decathlon-AG2R La Mondiale | + 0 s           |
| 6e | Giovanni Lonardi    | Italie     | Team Polti VisitMalta      | + 0 s           |
| 7e | Luke Lamperti       | États-Unis | Soudal Quick-Step          | + 0 s           |
| 8e | Marc Brustenga      | Espagne    | Equipo Kern Pharma         | + 0 s           |
| 9e | Gianluca Pollefliet | Belgique   | Decathlon-AG2R La Mondiale | + 0 s           |
| 10e | Héctor Álvarez      | Espagne    | Lidl-Trek                  | + 0 s           |

| \| Classement général \| Classement général \| Classement général \| Classement général \| Classement général \| \| Coureur \| Coureur \| Pays \| Équipe \| Temps \| \| ------------------ \| ------------------ \| ------------------ \| -------------------------- \| ------------------ \| \| 1er \| Roger Adrià \| Espagne \| Red Bull-Bora-Hansgrohe \| 8 h 26 min 41 s \| \| 2e \| Jordan Labrosse \| France \| Decathlon-AG2R La Mondiale \| + 4 s \| \| 3e \| Afonso Eulálio \| Portugal \| Bahrain Victorious \| + 10 s \| \| 4e \| Damiano Caruso \| Italie \| Bahrain Victorious \| + 14 s \| \| 5e \| Léo Bisiaux \| France \| Decathlon-AG2R La Mondiale \| + 14 s \| \| 6e \| Fabio Christen \| Suisse \| Q36.5 Pro Cycling Team \| + 17 s \| \| 7e \| Lucas Eriksson \| Suède \| Tudor Pro Cycling Team \| + 17 s \| \| 8e \| Archie Ryan \| Irlande \| EF Education-EasyPost \| + 17 s \| \| 9e \| Egan Bernal \| Colombie \| Ineos Grenadiers \| + 17 s \| \| 10e \| Javier Romo \| Espagne \| Movistar Team \| + 20 s \| |                 |          |                            |                 |
| |                 |          |                            |                 |
| |                 |          |                            |                 |
| Classement général |                 |          |                            |                 |
| Coureur | Coureur         | Pays     | Équipe                     | Temps           |
| 1er | Roger Adrià     | Espagne  | Red Bull-Bora-Hansgrohe    | 8 h 26 min 41 s |
| 2e | Jordan Labrosse | France   | Decathlon-AG2R La Mondiale | + 4 s           |
| 3e | Afonso Eulálio  | Portugal | Bahrain Victorious         | + 10 s          |
| 4e | Damiano Caruso  | Italie   | Bahrain Victorious         | + 14 s          |
| 5e | Léo Bisiaux     | France   | Decathlon-AG2R La Mondiale | + 14 s          |
| 6e | Fabio Christen  | Suisse   | Q36.5 Pro Cycling Team     | + 17 s          |
| 7e | Lucas Eriksson  | Suède    | Tudor Pro Cycling Team     | + 17 s          |
| 8e | Archie Ryan     | Irlande  | EF Education-EasyPost      | + 17 s          |
| 9e | Egan Bernal     | Colombie | Ineos Grenadiers           | + 17 s          |
| 10e | Javier Romo     | Espagne  | Movistar Team              | + 20 s          |

### 3eétape
| \| Classement de l'étape \| Classement de l'étape \| Classement de l'étape \| Classement de l'étape \| Classement de l'étape \| \| Coureur \| Coureur \| Pays \| Équipe \| Temps \| \| --------------------- \| --------------------- \| --------------------- \| -------------------------- \| --------------------- \| \| 1er \| Léo Bisiaux \| France \| Decathlon-AG2R La Mondiale \| 4 h 19 min 44 s \| \| 2e \| Giulio Ciccone \| Italie \| Lidl-Trek \| + 9 s \| \| 3e \| Giulio Pellizzari \| Italie \| Red Bull-Bora-Hansgrohe \| + 9 s \| \| 4e \| Isaac Del Toro \| Mexique \| UAE Team Emirates XRG \| + 9 s \| \| 5e \| Lorenzo Fortunato \| Italie \| XDS Astana Team \| + 9 s \| \| 6e \| Giovanni Aleotti \| Italie \| Red Bull-Bora-Hansgrohe \| + 23 s \| \| 7e \| Johannes Kulset \| Norvège \| Uno-X Mobility \| + 23 s \| \| 8e \| Urko Berrade \| Espagne \| Equipo Kern Pharma \| + 23 s \| \| 9e \| Andrew August \| États-Unis \| Ineos Grenadiers \| + 23 s \| \| 10e \| Fabio Christen \| Suisse \| Q36.5 Pro Cycling Team \| + 39 s \| |                   |            |                            |                 |
| |                   |            |                            |                 |
| |                   |            |                            |                 |
| Classement de l'étape |                   |            |                            |                 |
| Coureur | Coureur           | Pays       | Équipe                     | Temps           |
| 1er | Léo Bisiaux       | France     | Decathlon-AG2R La Mondiale | 4 h 19 min 44 s |
| 2e | Giulio Ciccone    | Italie     | Lidl-Trek                  | + 9 s           |
| 3e | Giulio Pellizzari | Italie     | Red Bull-Bora-Hansgrohe    | + 9 s           |
| 4e | Isaac Del Toro    | Mexique    | UAE Team Emirates XRG      | + 9 s           |
| 5e | Lorenzo Fortunato | Italie     | XDS Astana Team            | + 9 s           |
| 6e | Giovanni Aleotti  | Italie     | Red Bull-Bora-Hansgrohe    | + 23 s          |
| 7e | Johannes Kulset   | Norvège    | Uno-X Mobility             | + 23 s          |
| 8e | Urko Berrade      | Espagne    | Equipo Kern Pharma         | + 23 s          |
| 9e | Andrew August     | États-Unis | Ineos Grenadiers           | + 23 s          |
| 10e | Fabio Christen    | Suisse     | Q36.5 Pro Cycling Team     | + 39 s          |

| \| Classement général \| Classement général \| Classement général \| Classement général \| Classement général \| \| Coureur \| Coureur \| Pays \| Équipe \| Temps \| \| ------------------ \| ------------------ \| ------------------ \| -------------------------- \| ------------------ \| \| 1er \| Léo Bisiaux \| France \| Decathlon-AG2R La Mondiale \| 12 h 46 min 29 s \| \| 2e \| Giulio Pellizzari \| Italie \| Red Bull-Bora-Hansgrohe \| + 22 s \| \| 3e \| Isaac Del Toro \| Mexique \| UAE Team Emirates XRG \| + 26 s \| \| 4e \| Lorenzo Fortunato \| Italie \| XDS Astana Team \| + 26 s \| \| 5e \| Johannes Kulset \| Norvège \| Uno-X Mobility \| + 40 s \| \| 6e \| Giovanni Aleotti \| Italie \| Red Bull-Bora-Hansgrohe \| + 40 s \| \| 7e \| Urko Berrade \| Espagne \| Equipo Kern Pharma \| + 40 s \| \| 8e \| Andrew August \| États-Unis \| Ineos Grenadiers \| + 40 s \| \| 9e \| Fabio Christen \| Suisse \| Q36.5 Pro Cycling Team \| + 52 s \| \| 10e \| Egan Bernal \| Colombie \| Ineos Grenadiers \| + 53 s \| |                   |            |                            |                  |
| |                   |            |                            |                  |
| |                   |            |                            |                  |
| Classement général |                   |            |                            |                  |
| Coureur | Coureur           | Pays       | Équipe                     | Temps            |
| 1er | Léo Bisiaux       | France     | Decathlon-AG2R La Mondiale | 12 h 46 min 29 s |
| 2e | Giulio Pellizzari | Italie     | Red Bull-Bora-Hansgrohe    | + 22 s           |
| 3e | Isaac Del Toro    | Mexique    | UAE Team Emirates XRG      | + 26 s           |
| 4e | Lorenzo Fortunato | Italie     | XDS Astana Team            | + 26 s           |
| 5e | Johannes Kulset   | Norvège    | Uno-X Mobility             | + 40 s           |
| 6e | Giovanni Aleotti  | Italie     | Red Bull-Bora-Hansgrohe    | + 40 s           |
| 7e | Urko Berrade      | Espagne    | Equipo Kern Pharma         | + 40 s           |
| 8e | Andrew August     | États-Unis | Ineos Grenadiers           | + 40 s           |
| 9e | Fabio Christen    | Suisse     | Q36.5 Pro Cycling Team     | + 52 s           |
| 10e | Egan Bernal       | Colombie   | Ineos Grenadiers           | + 53 s           |

### 4eétape
| \| Classement de l'étape \| Classement de l'étape \| Classement de l'étape \| Classement de l'étape \| Classement de l'étape \| \| Coureur \| Coureur \| Pays \| Équipe \| Temps \| \| --------------------- \| --------------------- \| --------------------- \| ----------------------- \| --------------------- \| \| 1er \| Damiano Caruso \| Italie \| Bahrain Victorious \| 3 h 33 min 18 s \| \| 2e \| Rui Costa \| Portugal \| EF Education-EasyPost \| + 1 min 26 s \| \| 3e \| Rui Oliveira \| Portugal \| UAE Team Emirates XRG \| + 1 min 26 s \| \| 4e \| Lawrence Warbasse \| États-Unis \| Tudor Pro Cycling Team \| + 1 min 26 s \| \| 5e \| Ben Zwiehoff \| Allemagne \| Red Bull-Bora-Hansgrohe \| + 1 min 26 s \| \| 6e \| Javier Romo \| Espagne \| Movistar Team \| + 1 min 56 s \| \| 7e \| Héctor Álvarez \| Espagne \| Lidl-Trek Future Racing \| + 3 min 15 s \| \| 8e \| Miká Heming \| Allemagne \| Tudor Pro Cycling Team \| + 3 min 15 s \| \| 9e \| David González López \| Espagne \| Q36.5 Pro Cycling Team \| + 3 min 15 s \| \| 10e \| Antoine Huby \| France \| Soudal Quick-Step \| + 3 min 15 s \| |                      |            |                         |                 |
| |                      |            |                         |                 |
| |                      |            |                         |                 |
| Classement de l'étape |                      |            |                         |                 |
| Coureur | Coureur              | Pays       | Équipe                  | Temps           |
| 1er | Damiano Caruso       | Italie     | Bahrain Victorious      | 3 h 33 min 18 s |
| 2e | Rui Costa            | Portugal   | EF Education-EasyPost   | + 1 min 26 s    |
| 3e | Rui Oliveira         | Portugal   | UAE Team Emirates XRG   | + 1 min 26 s    |
| 4e | Lawrence Warbasse    | États-Unis | Tudor Pro Cycling Team  | + 1 min 26 s    |
| 5e | Ben Zwiehoff         | Allemagne  | Red Bull-Bora-Hansgrohe | + 1 min 26 s    |
| 6e | Javier Romo          | Espagne    | Movistar Team           | + 1 min 56 s    |
| 7e | Héctor Álvarez       | Espagne    | Lidl-Trek Future Racing | + 3 min 15 s    |
| 8e | Miká Heming          | Allemagne  | Tudor Pro Cycling Team  | + 3 min 15 s    |
| 9e | David González López | Espagne    | Q36.5 Pro Cycling Team  | + 3 min 15 s    |
| 10e | Antoine Huby         | France     | Soudal Quick-Step       | + 3 min 15 s    |

| \| Classement général \| Classement général \| Classement général \| Classement général \| Classement général \| \| Coureur \| Coureur \| Pays \| Équipe \| Temps \| \| ------------------ \| ------------------ \| ------------------ \| -------------------------- \| ------------------ \| \| 1er \| Léo Bisiaux \| France \| Decathlon-AG2R La Mondiale \| 16 h 23 min 02 s \| \| 2e \| Giulio Pellizzari \| Italie \| Red Bull-Bora-Hansgrohe \| + 22 s \| \| 3e \| Isaac Del Toro \| Mexique \| UAE Team Emirates XRG \| + 26 s \| \| 4e \| Lorenzo Fortunato \| Italie \| XDS Astana Team \| + 26 s \| \| 5e \| Johannes Kulset \| Norvège \| Uno-X Mobility \| + 40 s \| \| 6e \| Giovanni Aleotti \| Italie \| Red Bull-Bora-Hansgrohe \| + 40 s \| \| 7e \| Urko Berrade \| Espagne \| Equipo Kern Pharma \| + 40 s \| \| 8e \| Andrew August \| États-Unis \| Ineos Grenadiers \| + 40 s \| \| 9e \| Fabio Christen \| Suisse \| Q36.5 Pro Cycling Team \| + 52 s \| \| 10e \| Egan Bernal \| Colombie \| Ineos Grenadiers \| + 53 s \| |                   |            |                            |                  |
| |                   |            |                            |                  |
| |                   |            |                            |                  |
| Classement général |                   |            |                            |                  |
| Coureur | Coureur           | Pays       | Équipe                     | Temps            |
| 1er | Léo Bisiaux       | France     | Decathlon-AG2R La Mondiale | 16 h 23 min 02 s |
| 2e | Giulio Pellizzari | Italie     | Red Bull-Bora-Hansgrohe    | + 22 s           |
| 3e | Isaac Del Toro    | Mexique    | UAE Team Emirates XRG      | + 26 s           |
| 4e | Lorenzo Fortunato | Italie     | XDS Astana Team            | + 26 s           |
| 5e | Johannes Kulset   | Norvège    | Uno-X Mobility             | + 40 s           |
| 6e | Giovanni Aleotti  | Italie     | Red Bull-Bora-Hansgrohe    | + 40 s           |
| 7e | Urko Berrade      | Espagne    | Equipo Kern Pharma         | + 40 s           |
| 8e | Andrew August     | États-Unis | Ineos Grenadiers           | + 40 s           |
| 9e | Fabio Christen    | Suisse     | Q36.5 Pro Cycling Team     | + 52 s           |
| 10e | Egan Bernal       | Colombie   | Ineos Grenadiers           | + 53 s           |

### 5eétape
| \| Classement de l'étape \| Classement de l'étape \| Classement de l'étape \| Classement de l'étape \| Classement de l'étape \| \| Coureur \| Coureur \| Pays \| Équipe \| Temps \| \| --------------------- \| --------------------- \| --------------------- \| --------------------- \| --------------------- \| |         |      |        |       |
| |         |      |        |       |
| |         |      |        |       |
| Classement de l'étape |         |      |        |       |
| Coureur | Coureur | Pays | Équipe | Temps |

## Classements finals

### Classement général
| \| Classement général \| Classement général \| Classement général \| Classement général \| Classement général \| \| Coureur \| Coureur \| Pays \| Équipe \| Temps \| \| ------------------ \| ------------------ \| ------------------ \| ------------------ \| ------------------ \| |         |      |        |       |
| |         |      |        |       |
| |         |      |        |       |
| Classement général |         |      |        |       |
| Coureur | Coureur | Pays | Équipe | Temps |

### Classements annexes
| Classement par points | Classement par points | Classement par points | Classement par points | Classement par points |
| Coureur               | Coureur               | Pays                  | Équipe                | Points                |
| --------------------- | --------------------- | --------------------- | --------------------- | --------------------- |

| Classement par points | Classement par points | Classement par points | Classement par points | Classement par points |
| Coureur               | Coureur               | Pays                  | Équipe                | Points                |
| --------------------- | --------------------- | --------------------- | --------------------- | --------------------- |

| Classement de la montagne | Classement de la montagne | Classement de la montagne | Classement de la montagne | Classement de la montagne |
| Coureur                   | Coureur                   | Pays                      | Équipe                    | Points                    |
| ------------------------- | ------------------------- | ------------------------- | ------------------------- | ------------------------- |

| Classement de la montagne | Classement de la montagne | Classement de la montagne | Classement de la montagne | Classement de la montagne |
| Coureur                   | Coureur                   | Pays                      | Équipe                    | Points                    |
| ------------------------- | ------------------------- | ------------------------- | ------------------------- | ------------------------- |

| Classement du meilleur jeune | Classement du meilleur jeune | Classement du meilleur jeune | Classement du meilleur jeune | Classement du meilleur jeune |
| Coureur                      | Coureur                      | Pays                         | Équipe                       | Temps                        |
| ---------------------------- | ---------------------------- | ---------------------------- | ---------------------------- | ---------------------------- |

| Classement du meilleur jeune | Classement du meilleur jeune | Classement du meilleur jeune | Classement du meilleur jeune | Classement du meilleur jeune |
| Coureur                      | Coureur                      | Pays                         | Équipe                       | Temps                        |
| ---------------------------- | ---------------------------- | ---------------------------- | ---------------------------- | ---------------------------- |

| Classement par équipes | Classement par équipes | Classement par équipes | Classement par équipes |
| Équipe                 | Équipe                 | Pays                   | Temps                  |
| ---------------------- | ---------------------- | ---------------------- | ---------------------- |

| Classement par équipes | Classement par équipes | Classement par équipes | Classement par équipes |
| Équipe                 | Équipe                 | Pays                   | Temps                  |
| ---------------------- | ---------------------- | ---------------------- | ---------------------- |

### Classement UCI
La course attribue des points au Classement mondial UCI 2025 selon le barème suivant.
| Position           | 1er | 2e  | 3e  | 4e  | 5e | 6e | 7e | 8e | 9e | 10e | 11e | 12e | 13e | 14e | 15e | 16e à 30e | 31e à 40e |
| Classement général | 200 | 150 | 125 | 100 | 85 | 70 | 60 | 50 | 40 | 35  | 30  | 25  | 20  | 15  | 10  | 5         | 3         |
| Par étape          | 20  | 10  | 5   |     |    |    |    |    |    |     |     |     |     |     |     |           |           |
| Leader, par étape  | 5   |     |     |     |    |    |    |    |    |     |     |     |     |     |     |           |           |

## Évolution des classements
| Étape              | Vainqueur          | Classement général | Classement par points | Classement de la montagne | Classement du meilleur jeune | Classement par équipes     |
| ------------------ | ------------------ | ------------------ | --------------------- | ------------------------- | ---------------------------- | -------------------------- |
| 1                  | Roger Adrià        | Roger Adrià        | Roger Adrià           | Carlos García Pierna      | Jordan Labrosse              | Decathlon AG2R La Mondiale |
| 2                  | Matteo Moschetti   | Roger Adrià        | Roger Adrià           | Carlos García Pierna      | Jordan Labrosse              | Decathlon AG2R La Mondiale |
| 3                  | Léo Bisiaux        | Léo Bisiaux        | Léo Bisiaux           | Carlos García Pierna      | Léo Bisiaux                  | Red Bull-Bora-Hansgrohe    |
| 4                  | Damiano Caruso     | Léo Bisiaux        | Léo Bisiaux           | Carlos García Pierna      | Léo Bisiaux                  | Red Bull-Bora-Hansgrohe    |
| 5                  | Giulio Ciccone     | Isaac Del Toro     | Giulio Ciccone        | Carlos García Pierna      | Isaac Del Toro               | Red Bull-Bora-Hansgrohe    |
| Classements finals | Classements finals | Isaac Del Toro     | Giulio Ciccone        | Carlos García Pierna      | Isaac Del Toro               | Red Bull-Bora-Hansgrohe    |

## Liste des participants
| UAE Team Emirates XRG UAD          | UAE Team Emirates XRG UAD | UAE Team Emirates XRG UAD |
| ---------------------------------- | ------------------------- | ------------------------- |
| Num                                | Coureur                   | Pos                       |
| 1                                  | Isaac Del Toro (MEX)      |                           |
| 2                                  | Alessandro Covi (ITA)     |                           |
| 3                                  | Igor Arrieta (ESP)        |                           |
| 4                                  | Marcos Freire (ESP)       |                           |
| 5                                  | Sebastián Molano (COL)    |                           |
| 6                                  | Domen Novak (SLO)         |                           |
| 7                                  | Rui Oliveira (POR)        |                           |
| Directeur sportif : Fabrizio Guidi |                           |                           |

| Red Bull-Bora-Hansgrohe RBH    | Red Bull-Bora-Hansgrohe RBH | Red Bull-Bora-Hansgrohe RBH |
| ------------------------------ | --------------------------- | --------------------------- |
| Num                            | Coureur                     | Pos                         |
| 11                             | Roger Adrià (ESP)           |                             |
| 12                             | Giovanni Aleotti (ITA)      |                             |
| 13                             | Nico Denz (GER)             |                             |
| 14                             | Giulio Pellizzari (ITA)     |                             |
| 15                             | Emil Herzog (GER)           |                             |
| 16                             | Jai Hindley (AUS)           |                             |
| 17                             | Ben Zwiehoff (GER)          |                             |
| Directeur sportif : Patxi Vila |                             |                             |

| Ineos Grenadiers IGD                | Ineos Grenadiers IGD                | Ineos Grenadiers IGD |
| ----------------------------------- | ----------------------------------- | -------------------- |
| Num                                 | Coureur                             | Pos                  |
| 21                                  | Egan Bernal (COL) (route et chrono) |                      |
| 22                                  | Andrew August (USA)                 |                      |
| 23                                  | Jonathan Castroviejo (ESP)          |                      |
| 24                                  | Omar Fraile (ESP)                   |                      |
| 25                                  | Peter Øxenberg (DEN)                |                      |
| 26                                  | Brandon Rivera (COL)                |                      |
| 27                                  | Óscar Rodríguez Garaicoechea (ESP)  |                      |
| Directeur sportif : Christian Knees |                                     |                      |

| Movistar Team MOV                              | Movistar Team MOV               | Movistar Team MOV |
| ---------------------------------------------- | ------------------------------- | ----------------- |
| Num                                            | Coureur                         | Pos               |
| 31                                             | Nairo Quintana (COL)            | NP-4              |
| 32                                             | Jon Barrenetxea (ESP)           |                   |
| 33                                             | Jefferson Cepeda (ECU) (chrono) |                   |
| 35                                             | Antonio Pedrero (ESP)           |                   |
| 36                                             | Diego Pescador (COL)            |                   |
| 37                                             | Javier Romo (ESP)               |                   |
| Directeur sportif : José Vicente García Acosta |                                 |                   |

| Bahrain Victorious TBV            | Bahrain Victorious TBV   | Bahrain Victorious TBV |
| --------------------------------- | ------------------------ | ---------------------- |
| Num                               | Coureur                  | Pos                    |
| 41                                | Damiano Caruso (ITA)     |                        |
| 42                                | Afonso Eulálio (POR)     |                        |
| 43                                | Rainer Kepplinger (AUT)  |                        |
| 44                                | Mathijs Paasschens (NED) |                        |
| 45                                | Finlay Pickering (GBR)   |                        |
| 46                                | Torstein Træen (NOR)     |                        |
| 47                                | Max van der Meulen (NED) |                        |
| Directeur sportif : Neil Stephens |                          |                        |

| EF Education-EasyPost EFE         | EF Education-EasyPost EFE | EF Education-EasyPost EFE |
| --------------------------------- | ------------------------- | ------------------------- |
| Num                               | Coureur                   | Pos                       |
| 51                                | Esteban Chaves (COL)      |                           |
| 52                                | James Shaw (GBR)          |                           |
| 53                                | Alexander Cepeda (ECU)    |                           |
| 54                                | Archie Ryan (IRL)         |                           |
| 55                                | Rui Costa (POR)           |                           |
| 56                                | Samuele Battistella (ITA) |                           |
| 57                                | Lukas Nerurkar (GBR)      |                           |
| Directeur sportif : Ken Vanmarcke |                           |                           |

| Lidl-Trek LTK                      | Lidl-Trek LTK                          | Lidl-Trek LTK |
| ---------------------------------- | -------------------------------------- | ------------- |
| Num                                | Coureur                                | Pos           |
| 61                                 | Giulio Ciccone (ITA)                   |               |
| 62                                 | Julien Bernard (FRA)                   |               |
| 63                                 | Amanuel Ghebreigzabhier (ERI) (chrono) |               |
| 64                                 | Tim Declercq (BEL)                     |               |
| 65                                 | Héctor Álvarez (ESP)                   |               |
| 66                                 | Juan Pedro López (ESP)                 |               |
| 67                                 | Carlos Verona (ESP)                    |               |
| Directeur sportif : Maxime Monfort |                                        |               |

| XDS Astana Team XAT               | XDS Astana Team XAT       | XDS Astana Team XAT |
| --------------------------------- | ------------------------- | ------------------- |
| Num                               | Coureur                   | Pos                 |
| 71                                | Lorenzo Fortunato (ITA)   |                     |
| 72                                | Nicola Conci (ITA)        |                     |
| 73                                | Harold Martín López (ECU) |                     |
| 74                                | Matteo Malucelli (ITA)    |                     |
| 75                                | Wout Poels (NED)          |                     |
| 76                                | Darren van Bekkum (NED)   |                     |
| 77                                | Gleb Syritsa              |                     |
| Directeur sportif : Mario Manzoni |                           |                     |

| Soudal Quick-Step SOQ           | Soudal Quick-Step SOQ    | Soudal Quick-Step SOQ |
| ------------------------------- | ------------------------ | --------------------- |
| Num                             | Coureur                  | Pos                   |
| 81                              | Mikel Landa (ESP)        |                       |
| 82                              | Gianmarco Garofoli (ITA) |                       |
| 83                              | Pieter Serry (BEL)       |                       |
| 84                              | Antoine Huby (FRA)       |                       |
| 85                              | Luke Lamperti (USA)      |                       |
| 86                              | Louis Vervaeke (BEL)     |                       |
| 87                              | James Knox (GBR)         |                       |
| Directeur sportif : Iljo Keisse |                          |                       |

| Decathlon-AG2R La Mondiale DAT    | Decathlon-AG2R La Mondiale DAT | Decathlon-AG2R La Mondiale DAT |
| --------------------------------- | ------------------------------ | ------------------------------ |
| Num                               | Coureur                        | Pos                            |
| 91                                | Léo Bisiaux (FRA)              |                                |
| 92                                | Dries De Bondt (BEL)           |                                |
| 93                                | Sander De Pestel (BEL)         |                                |
| 94                                | Pierre Gautherat (FRA)         |                                |
| 95                                | Jordan Labrosse (FRA)          |                                |
| 96                                | Gianluca Pollefliet (BEL)      |                                |
| 97                                | Nans Peters (FRA)              |                                |
| Directeur sportif : Julien Jurdie |                                |                                |

| Burgos-Burpellet-BH BBH           | Burgos-Burpellet-BH BBH      | Burgos-Burpellet-BH BBH |
| --------------------------------- | ---------------------------- | ----------------------- |
| Num                               | Coureur                      | Pos                     |
| 101                               | Mario Aparicio (ESP)         |                         |
| 102                               | Carlos García Pierna (ESP)   |                         |
| 103                               | Ander Okamika (ESP)          |                         |
| 104                               | José Manuel Díaz (ESP)       |                         |
| 105                               | Eric Fagúndez (URU) (chrono) |                         |
| 106                               | Sergio Chumil (GUA) (chrono) |                         |
| 107                               | Daniel Cavia (ESP)           |                         |
| Directeur sportif : Damien Garcia |                              |                         |

| Uno-X Mobility UXM                     | Uno-X Mobility UXM            | Uno-X Mobility UXM |
| -------------------------------------- | ----------------------------- | ------------------ |
| Num                                    | Coureur                       | Pos                |
| 111                                    | Erlend Blikra (NOR)           |                    |
| 112                                    | Johannes Kulset (NOR)         |                    |
| 113                                    | Magnus Kulset (NOR)           |                    |
| 114                                    | Jonas Iversby Hvideberg (NOR) | NP-4               |
| 115                                    | Andreas Kron (DEN)            |                    |
| 116                                    | Anders Skaarseth (NOR)        |                    |
| 117                                    | Simon Dalby (DEN)             |                    |
| Directeur sportif : Gino Van Oudenhove |                               |                    |

| Q36.5 Pro Cycling Team Q36             | Q36.5 Pro Cycling Team Q36  | Q36.5 Pro Cycling Team Q36 |
| -------------------------------------- | --------------------------- | -------------------------- |
| Num                                    | Coureur                     | Pos                        |
| 121                                    | Xabier Mikel Azparren (ESP) |                            |
| 122                                    | Fabio Christen (SUI)        |                            |
| 123                                    | David González López (ESP)  |                            |
| 124                                    | Damien Howson (AUS)         |                            |
| 125                                    | Matteo Moschetti (ITA)      |                            |
| 126                                    | Nicolò Parisini (ITA)       |                            |
| 127                                    | Nickolas Zukowsky (CAN)     |                            |
| Directeur sportif : Gabriele Missaglia |                             |                            |

| Tudor Pro Cycling Team TUD           | Tudor Pro Cycling Team TUD | Tudor Pro Cycling Team TUD |
| ------------------------------------ | -------------------------- | -------------------------- |
| Num                                  | Coureur                    | Pos                        |
| 131                                  | Lucas Eriksson (SWE)       |                            |
| 132                                  | Robin Froidevaux (SUI)     |                            |
| 133                                  | Miká Heming (GER)          |                            |
| 134                                  | Mathys Rondel (FRA)        |                            |
| 135                                  | Roland Thalmann (SUI)      |                            |
| 136                                  | Lawrence Warbasse (USA)    |                            |
| 137                                  | Fabian Weiss (SUI)         |                            |
| Directeur sportif : Morgan Lamoisson |                            |                            |

| Caja Rural-Seguros RGA CJR                        | Caja Rural-Seguros RGA CJR    | Caja Rural-Seguros RGA CJR |
| ------------------------------------------------- | ----------------------------- | -------------------------- |
| Num                                               | Coureur                       | Pos                        |
| 141                                               | Samuel Fernández García (ESP) |                            |
| 142                                               | Sebastian Berwick (AUS)       |                            |
| 143                                               | Daniel Babor (CZE)            | AB-4                       |
| 144                                               | Sergi Darder (ESP)            |                            |
| 145                                               | Abner González (PUR)          |                            |
| 146                                               | Javier Ibáñez (ESP)           |                            |
| 147                                               | Gorka Sorarrain (ESP)         |                            |
| Directeur sportif : José Miguel Fernández Reviejo |                               |                            |

| Equipo Kern Pharma EKP | Equipo Kern Pharma EKP | Equipo Kern Pharma EKP |
| ---------------------- | ---------------------- | ---------------------- |
| Num                    | Coureur                | Pos                    |
| 151                    | Urko Berrade (ESP)     |                        |
| 152                    | Marc Brustenga (ESP)   |                        |
| 153                    | Iván Cobo (ESP)        |                        |
| 154                    | Hugo Aznar (ESP)       |                        |
| 155                    | Jorge Gutiérrez (ESP)  |                        |
| 156                    | José Félix Parra (ESP) |                        |
| 157                    | Ibon Ruiz (ESP)        |                        |

| Euskaltel-Euskadi EUS            | Euskaltel-Euskadi EUS   | Euskaltel-Euskadi EUS |
| -------------------------------- | ----------------------- | --------------------- |
| Num                              | Coureur                 | Pos                   |
| 161                              | Mikel Bizkarra (ESP)    |                       |
| 162                              | Jordi López (ESP)       |                       |
| 163                              | Jon Agirre (ESP)        |                       |
| 164                              | Iker Mintegi (ESP)      |                       |
| 165                              | Gotzon Martín (ESP)     |                       |
| 166                              | Txomin Juaristi (ESP)   |                       |
| 167                              | Jokin Murguialday (ESP) |                       |
| Directeur sportif : Jorge Azanza |                         |                       |

| Team Polti VisitMalta PTV                    | Team Polti VisitMalta PTV | Team Polti VisitMalta PTV |
| -------------------------------------------- | ------------------------- | ------------------------- |
| Num                                          | Coureur                   | Pos                       |
| 171                                          | Davide Piganzoli (ITA)    |                           |
| 172                                          | Samuele Zoccarato (ITA)   |                           |
| 173                                          | Germán Darío Gómez (COL)  |                           |
| 174                                          | Álex Martín (ESP)         |                           |
| 175                                          | Andrea Pietrobon (ITA)    |                           |
| 176                                          | Giovanni Lonardi (ITA)    |                           |
| 177                                          | Fernando Tercero (ESP)    |                           |
| Directeur sportif : Jesús Hernández Blázquez |                           |                           |

| Illes Balears Arabay IBA           | Illes Balears Arabay IBA        | Illes Balears Arabay IBA |
| ---------------------------------- | ------------------------------- | ------------------------ |
| Num                                | Coureur                         | Pos                      |
| 181                                | José María García Soriano (ESP) |                          |
| 182                                | Joan Gamundi (ESP)              |                          |
| 183                                | Asier Pablo González (ESP)      |                          |
| 184                                | Pau Llaneras (ESP)              |                          |
| 185                                | José Marín (ESP)                | AB-1                     |
| 186                                | Joan Albert Riera (ESP)         |                          |
| 187                                | Mario Silva (ESP)               |                          |
| Directeur sportif : Daniel Navarro |                                 |                          |

| UAE Team Emirates XRG UAD          | UAE Team Emirates XRG UAD | UAE Team Emirates XRG UAD |
| ---------------------------------- | ------------------------- | ------------------------- |
| Num                                | Coureur                   | Pos                       |
| 1                                  | Isaac Del Toro (MEX)      |                           |
| 2                                  | Alessandro Covi (ITA)     |                           |
| 3                                  | Igor Arrieta (ESP)        |                           |
| 4                                  | Marcos Freire (ESP)       |                           |
| 5                                  | Sebastián Molano (COL)    |                           |
| 6                                  | Domen Novak (SLO)         |                           |
| 7                                  | Rui Oliveira (POR)        |                           |
| Directeur sportif : Fabrizio Guidi |                           |                           |

| Red Bull-Bora-Hansgrohe RBH    | Red Bull-Bora-Hansgrohe RBH | Red Bull-Bora-Hansgrohe RBH |
| ------------------------------ | --------------------------- | --------------------------- |
| Num                            | Coureur                     | Pos                         |
| 11                             | Roger Adrià (ESP)           |                             |
| 12                             | Giovanni Aleotti (ITA)      |                             |
| 13                             | Nico Denz (GER)             |                             |
| 14                             | Giulio Pellizzari (ITA)     |                             |
| 15                             | Emil Herzog (GER)           |                             |
| 16                             | Jai Hindley (AUS)           |                             |
| 17                             | Ben Zwiehoff (GER)          |                             |
| Directeur sportif : Patxi Vila |                             |                             |

| Ineos Grenadiers IGD                | Ineos Grenadiers IGD                | Ineos Grenadiers IGD |
| ----------------------------------- | ----------------------------------- | -------------------- |
| Num                                 | Coureur                             | Pos                  |
| 21                                  | Egan Bernal (COL) (route et chrono) |                      |
| 22                                  | Andrew August (USA)                 |                      |
| 23                                  | Jonathan Castroviejo (ESP)          |                      |
| 24                                  | Omar Fraile (ESP)                   |                      |
| 25                                  | Peter Øxenberg (DEN)                |                      |
| 26                                  | Brandon Rivera (COL)                |                      |
| 27                                  | Óscar Rodríguez Garaicoechea (ESP)  |                      |
| Directeur sportif : Christian Knees |                                     |                      |

| Movistar Team MOV                              | Movistar Team MOV               | Movistar Team MOV |
| ---------------------------------------------- | ------------------------------- | ----------------- |
| Num                                            | Coureur                         | Pos               |
| 31                                             | Nairo Quintana (COL)            | NP-4              |
| 32                                             | Jon Barrenetxea (ESP)           |                   |
| 33                                             | Jefferson Cepeda (ECU) (chrono) |                   |
| 35                                             | Antonio Pedrero (ESP)           |                   |
| 36                                             | Diego Pescador (COL)            |                   |
| 37                                             | Javier Romo (ESP)               |                   |
| Directeur sportif : José Vicente García Acosta |                                 |                   |

| Bahrain Victorious TBV            | Bahrain Victorious TBV   | Bahrain Victorious TBV |
| --------------------------------- | ------------------------ | ---------------------- |
| Num                               | Coureur                  | Pos                    |
| 41                                | Damiano Caruso (ITA)     |                        |
| 42                                | Afonso Eulálio (POR)     |                        |
| 43                                | Rainer Kepplinger (AUT)  |                        |
| 44                                | Mathijs Paasschens (NED) |                        |
| 45                                | Finlay Pickering (GBR)   |                        |
| 46                                | Torstein Træen (NOR)     |                        |
| 47                                | Max van der Meulen (NED) |                        |
| Directeur sportif : Neil Stephens |                          |                        |

| EF Education-EasyPost EFE         | EF Education-EasyPost EFE | EF Education-EasyPost EFE |
| --------------------------------- | ------------------------- | ------------------------- |
| Num                               | Coureur                   | Pos                       |
| 51                                | Esteban Chaves (COL)      |                           |
| 52                                | James Shaw (GBR)          |                           |
| 53                                | Alexander Cepeda (ECU)    |                           |
| 54                                | Archie Ryan (IRL)         |                           |
| 55                                | Rui Costa (POR)           |                           |
| 56                                | Samuele Battistella (ITA) |                           |
| 57                                | Lukas Nerurkar (GBR)      |                           |
| Directeur sportif : Ken Vanmarcke |                           |                           |

| Lidl-Trek LTK                      | Lidl-Trek LTK                          | Lidl-Trek LTK |
| ---------------------------------- | -------------------------------------- | ------------- |
| Num                                | Coureur                                | Pos           |
| 61                                 | Giulio Ciccone (ITA)                   |               |
| 62                                 | Julien Bernard (FRA)                   |               |
| 63                                 | Amanuel Ghebreigzabhier (ERI) (chrono) |               |
| 64                                 | Tim Declercq (BEL)                     |               |
| 65                                 | Héctor Álvarez (ESP)                   |               |
| 66                                 | Juan Pedro López (ESP)                 |               |
| 67                                 | Carlos Verona (ESP)                    |               |
| Directeur sportif : Maxime Monfort |                                        |               |

| XDS Astana Team XAT               | XDS Astana Team XAT       | XDS Astana Team XAT |
| --------------------------------- | ------------------------- | ------------------- |
| Num                               | Coureur                   | Pos                 |
| 71                                | Lorenzo Fortunato (ITA)   |                     |
| 72                                | Nicola Conci (ITA)        |                     |
| 73                                | Harold Martín López (ECU) |                     |
| 74                                | Matteo Malucelli (ITA)    |                     |
| 75                                | Wout Poels (NED)          |                     |
| 76                                | Darren van Bekkum (NED)   |                     |
| 77                                | Gleb Syritsa              |                     |
| Directeur sportif : Mario Manzoni |                           |                     |

| Soudal Quick-Step SOQ           | Soudal Quick-Step SOQ    | Soudal Quick-Step SOQ |
| ------------------------------- | ------------------------ | --------------------- |
| Num                             | Coureur                  | Pos                   |
| 81                              | Mikel Landa (ESP)        |                       |
| 82                              | Gianmarco Garofoli (ITA) |                       |
| 83                              | Pieter Serry (BEL)       |                       |
| 84                              | Antoine Huby (FRA)       |                       |
| 85                              | Luke Lamperti (USA)      |                       |
| 86                              | Louis Vervaeke (BEL)     |                       |
| 87                              | James Knox (GBR)         |                       |
| Directeur sportif : Iljo Keisse |                          |                       |

| Decathlon-AG2R La Mondiale DAT    | Decathlon-AG2R La Mondiale DAT | Decathlon-AG2R La Mondiale DAT |
| --------------------------------- | ------------------------------ | ------------------------------ |
| Num                               | Coureur                        | Pos                            |
| 91                                | Léo Bisiaux (FRA)              |                                |
| 92                                | Dries De Bondt (BEL)           |                                |
| 93                                | Sander De Pestel (BEL)         |                                |
| 94                                | Pierre Gautherat (FRA)         |                                |
| 95                                | Jordan Labrosse (FRA)          |                                |
| 96                                | Gianluca Pollefliet (BEL)      |                                |
| 97                                | Nans Peters (FRA)              |                                |
| Directeur sportif : Julien Jurdie |                                |                                |

| Burgos-Burpellet-BH BBH           | Burgos-Burpellet-BH BBH      | Burgos-Burpellet-BH BBH |
| --------------------------------- | ---------------------------- | ----------------------- |
| Num                               | Coureur                      | Pos                     |
| 101                               | Mario Aparicio (ESP)         |                         |
| 102                               | Carlos García Pierna (ESP)   |                         |
| 103                               | Ander Okamika (ESP)          |                         |
| 104                               | José Manuel Díaz (ESP)       |                         |
| 105                               | Eric Fagúndez (URU) (chrono) |                         |
| 106                               | Sergio Chumil (GUA) (chrono) |                         |
| 107                               | Daniel Cavia (ESP)           |                         |
| Directeur sportif : Damien Garcia |                              |                         |

| Uno-X Mobility UXM                     | Uno-X Mobility UXM            | Uno-X Mobility UXM |
| -------------------------------------- | ----------------------------- | ------------------ |
| Num                                    | Coureur                       | Pos                |
| 111                                    | Erlend Blikra (NOR)           |                    |
| 112                                    | Johannes Kulset (NOR)         |                    |
| 113                                    | Magnus Kulset (NOR)           |                    |
| 114                                    | Jonas Iversby Hvideberg (NOR) | NP-4               |
| 115                                    | Andreas Kron (DEN)            |                    |
| 116                                    | Anders Skaarseth (NOR)        |                    |
| 117                                    | Simon Dalby (DEN)             |                    |
| Directeur sportif : Gino Van Oudenhove |                               |                    |

| Q36.5 Pro Cycling Team Q36             | Q36.5 Pro Cycling Team Q36  | Q36.5 Pro Cycling Team Q36 |
| -------------------------------------- | --------------------------- | -------------------------- |
| Num                                    | Coureur                     | Pos                        |
| 121                                    | Xabier Mikel Azparren (ESP) |                            |
| 122                                    | Fabio Christen (SUI)        |                            |
| 123                                    | David González López (ESP)  |                            |
| 124                                    | Damien Howson (AUS)         |                            |
| 125                                    | Matteo Moschetti (ITA)      |                            |
| 126                                    | Nicolò Parisini (ITA)       |                            |
| 127                                    | Nickolas Zukowsky (CAN)     |                            |
| Directeur sportif : Gabriele Missaglia |                             |                            |

| Tudor Pro Cycling Team TUD           | Tudor Pro Cycling Team TUD | Tudor Pro Cycling Team TUD |
| ------------------------------------ | -------------------------- | -------------------------- |
| Num                                  | Coureur                    | Pos                        |
| 131                                  | Lucas Eriksson (SWE)       |                            |
| 132                                  | Robin Froidevaux (SUI)     |                            |
| 133                                  | Miká Heming (GER)          |                            |
| 134                                  | Mathys Rondel (FRA)        |                            |
| 135                                  | Roland Thalmann (SUI)      |                            |
| 136                                  | Lawrence Warbasse (USA)    |                            |
| 137                                  | Fabian Weiss (SUI)         |                            |
| Directeur sportif : Morgan Lamoisson |                            |                            |

| Caja Rural-Seguros RGA CJR                        | Caja Rural-Seguros RGA CJR    | Caja Rural-Seguros RGA CJR |
| ------------------------------------------------- | ----------------------------- | -------------------------- |
| Num                                               | Coureur                       | Pos                        |
| 141                                               | Samuel Fernández García (ESP) |                            |
| 142                                               | Sebastian Berwick (AUS)       |                            |
| 143                                               | Daniel Babor (CZE)            | AB-4                       |
| 144                                               | Sergi Darder (ESP)            |                            |
| 145                                               | Abner González (PUR)          |                            |
| 146                                               | Javier Ibáñez (ESP)           |                            |
| 147                                               | Gorka Sorarrain (ESP)         |                            |
| Directeur sportif : José Miguel Fernández Reviejo |                               |                            |

| Equipo Kern Pharma EKP | Equipo Kern Pharma EKP | Equipo Kern Pharma EKP |
| ---------------------- | ---------------------- | ---------------------- |
| Num                    | Coureur                | Pos                    |
| 151                    | Urko Berrade (ESP)     |                        |
| 152                    | Marc Brustenga (ESP)   |                        |
| 153                    | Iván Cobo (ESP)        |                        |
| 154                    | Hugo Aznar (ESP)       |                        |
| 155                    | Jorge Gutiérrez (ESP)  |                        |
| 156                    | José Félix Parra (ESP) |                        |
| 157                    | Ibon Ruiz (ESP)        |                        |

| Euskaltel-Euskadi EUS            | Euskaltel-Euskadi EUS   | Euskaltel-Euskadi EUS |
| -------------------------------- | ----------------------- | --------------------- |
| Num                              | Coureur                 | Pos                   |
| 161                              | Mikel Bizkarra (ESP)    |                       |
| 162                              | Jordi López (ESP)       |                       |
| 163                              | Jon Agirre (ESP)        |                       |
| 164                              | Iker Mintegi (ESP)      |                       |
| 165                              | Gotzon Martín (ESP)     |                       |
| 166                              | Txomin Juaristi (ESP)   |                       |
| 167                              | Jokin Murguialday (ESP) |                       |
| Directeur sportif : Jorge Azanza |                         |                       |

| Team Polti VisitMalta PTV                    | Team Polti VisitMalta PTV | Team Polti VisitMalta PTV |
| -------------------------------------------- | ------------------------- | ------------------------- |
| Num                                          | Coureur                   | Pos                       |
| 171                                          | Davide Piganzoli (ITA)    |                           |
| 172                                          | Samuele Zoccarato (ITA)   |                           |
| 173                                          | Germán Darío Gómez (COL)  |                           |
| 174                                          | Álex Martín (ESP)         |                           |
| 175                                          | Andrea Pietrobon (ITA)    |                           |
| 176                                          | Giovanni Lonardi (ITA)    |                           |
| 177                                          | Fernando Tercero (ESP)    |                           |
| Directeur sportif : Jesús Hernández Blázquez |                           |                           |

| Illes Balears Arabay IBA           | Illes Balears Arabay IBA        | Illes Balears Arabay IBA |
| ---------------------------------- | ------------------------------- | ------------------------ |
| Num                                | Coureur                         | Pos                      |
| 181                                | José María García Soriano (ESP) |                          |
| 182                                | Joan Gamundi (ESP)              |                          |
| 183                                | Asier Pablo González (ESP)      |                          |
| 184                                | Pau Llaneras (ESP)              |                          |
| 185                                | José Marín (ESP)                | AB-1                     |
| 186                                | Joan Albert Riera (ESP)         |                          |
| 187                                | Mario Silva (ESP)               |                          |
| Directeur sportif : Daniel Navarro |                                 |                          |